# 岡山県道166号美袋井原線
岡山県道166号美袋井原線（おかやまけんどう166ごう みなぎ いばらせん）は、岡山県総社市から井原市に至る一般県道である。

## 概要
総社市美袋から井原市井原町に至る。

### 路線データ
- 起点：岡山県総社市美袋（水内橋東交差点、国道180号交点）
- 終点：岡山県井原市井原町（東南田交差点 、国道313号交点）
- 実延長：27.2 km[注釈 1][1]

## 歴史
- 1993年（平成5年）5月11日 - 建設省から、県道美袋井原線の一部を美星高山市線として主要地方道に指定される[2]。
- 2011年（平成23年）3月31日 - 本路線のバイパス的役割を担う井原市道志村百町線の2車線化が完了。
- 2023年（令和5年）3月31日 - 岡山県告示第170号により井原市西江原町のダブルウェイ区間[注釈 2]を新道経由[注釈 3]に一本化。

## 路線状況
井原市では改良が進み、井原市美星町星田地内を除き、普通車であれば何ら支障なく通れる一方、総社市では改良が進んでおらず、離合困難な区間が続く。起点部にある総社市の水内橋は、有効幅員が狭く車両の離合が困難な上、荷重制限（12 t）が設けられている。井原市美星町星田地内の未改良区間を迂回するかたちで、井原市美星町西水砂から井原市美星町星田の星田池前にかけて、井原市が合併特例債を活用して2車線化した井原市道志村百町線が走り、案内標識によってこの市道への誘導が図られている。
バイパス化による経路変更で、井原市西江原町の井原警察署の北方から井原市井原町にかけて、国道486号と並行するかたちとなる。岡山県の財政状況から考えれば、井原市立西江原小学校付近からそのまま南下し、井原警察署東交差点で国道486号と接続させ、県道延長を短くさせたほうがよいのにもかかわらず、国道486号と並行する経路設定がなされている背景には、岡山県道291号黒忠井原線交点から大正橋西詰にかけて、1.5車線（歩道なし）であるため2車線化への拡幅が必要なこと、大正橋の老朽化が進んでおり改修が必要なこと、市中心部の井原町区間おける歩道のバリアフリー化や電線類地中化（電線共同溝）といった事業が将来的に必要となることが確実であり、それを井原市が引き受けて行なうことが困難であることが挙げられる。井原市西江原町地内では、沿道に私立興譲館高等学校と井原市立井原中学校があり通学路となるため、岡山県道291号黒忠井原線交点から大正橋東詰にかけて、一方通行の規制がある。午前7時から午前9時まで国道313号方面へしか通行できないため、通行には注意が必要。

### バイパス
- 毘沙門バイパス（井原市野上町 - 井原市西江原町）
- 戸倉バイパス（井原市西江原町）
- 都市計画道路 曲水落諏訪線（井原市西江原町）
- 都市計画道路 雄神東南田線（井原市西江原町 - 井原市井原町）

### 重複区間
- 岡山県道35号倉敷成羽線（井原市美星町宇戸谷）
- 岡山県道48号笠岡美星線（井原市美星町三山）
- 岡山県道77号美星高山市線（井原市美星町三山）
- 岡山県道407号野上矢掛線（井原市美星町星田）

### 道路施設

#### 橋梁
- 水内橋（高梁川、総社市） - 荷重制限（12 t）あり[4]。
- 大正橋（小田川、井原市）

### 並行する旧街道
- 旧三山往来

各地より井原市美星町の中心部を形成する三山地区に通じていた道。
- 旧作州街道

旧三山往来のうち、井原市中心部の旧山陽道より備中松山（現在の高梁市中心部）を経て、作州こと美作国へ通じていた道。井原市西江原町の旧街道沿いにある永祥寺 門前の少し南に「作州 なりわ まつ山 道」と記された道しるべが遺されている。三山で成羽（現在の高梁市成羽町）への道（旧成羽往来）と備中松山への道とに分かれる。本県道は、井原市美星町宇戸谷から井原市井原町にかけて並行しているかたちとなる。

## 地理

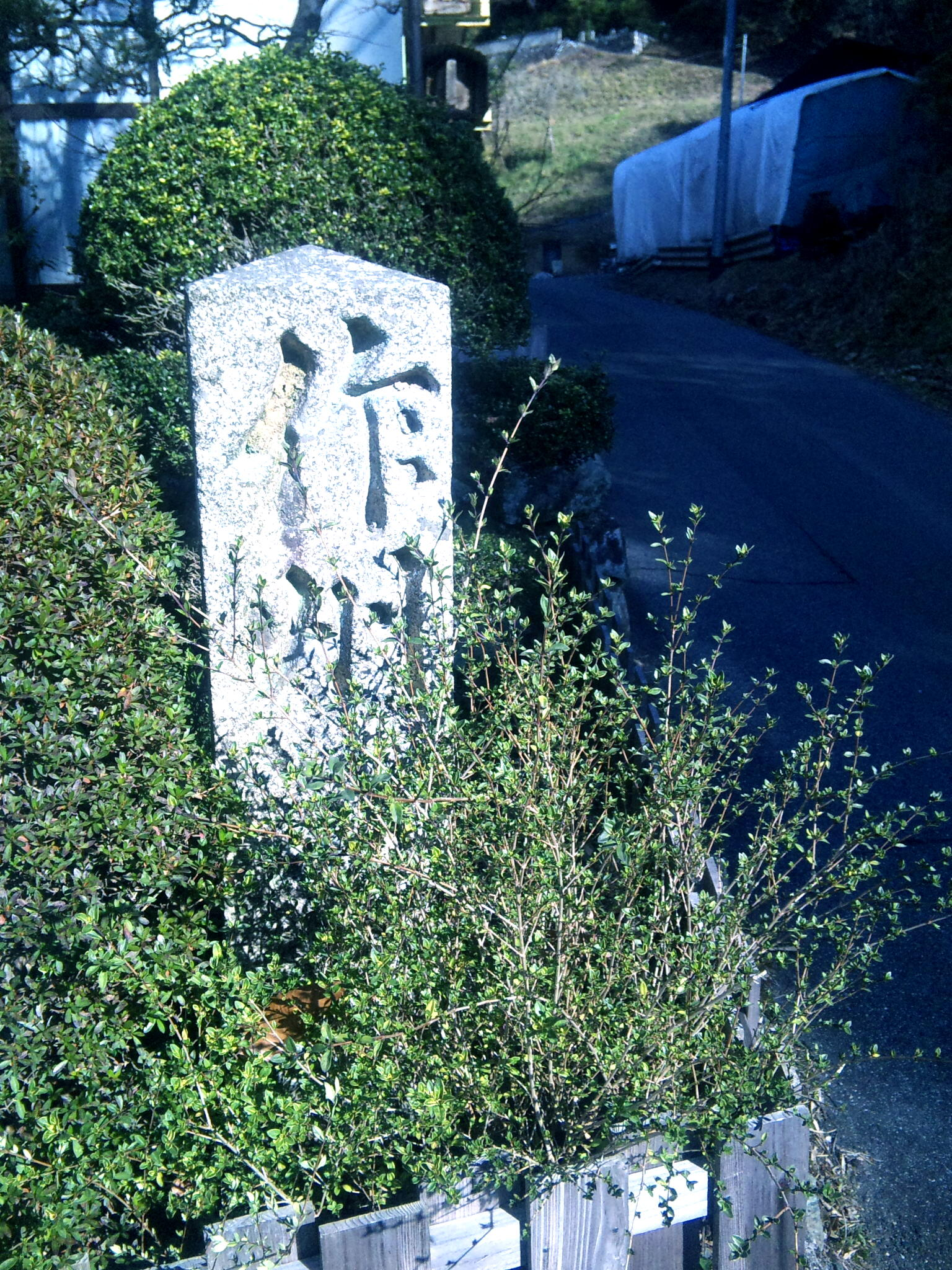
「永祥寺」 門前の南にある道標（井原市西江原町才児）。

### 通過する自治体
- 岡山県
  - 総社市 - 井原市

### 交差する道路
| 交差する道路                                                              | 市町村名 | 交差する場所 | 交差する場所          |
| ------------------------------------------------------------------------- | -------- | ------------ | --------------------- |
| 国道180号                                                                 | 総社市   | 美袋         | 水内橋東交差点 / 起点 |
| 岡山県道35号倉敷成羽線 重複区間起点                                       | 井原市   | 美星町宇戸谷 |                       |
| 岡山県道293号宇戸谷高梁線                                                 | 井原市   | 美星町宇戸谷 |                       |
| 岡山県道35号倉敷成羽線 重複区間終点                                       | 井原市   | 美星町宇戸谷 |                       |
| 岡山県道48号笠岡美星線 重複区間起点                                       | 井原市   | 美星町三山   |                       |
| 岡山県道48号笠岡美星線 重複区間終点 岡山県道77号美星高山市線 重複区間起点 | 井原市   | 美星町三山   |                       |
| 岡山県道77号美星高山市線 重複区間終点                                     | 井原市   | 美星町三山   |                       |
| 岡山県営広域営農団地農道備中西部地区 / 星の里街道 重複区間起点            | 井原市   | 美星町西水砂 |                       |
| 岡山県営広域営農団地農道備中西部地区 / 星の里街道 重複区間終点            | 井原市   | 美星町西水砂 |                       |
| 岡山県道407号野上矢掛線 重複区間起点                                      | 井原市   | 美星町星田   |                       |
| 岡山県道407号野上矢掛線 重複区間終点                                      | 井原市   | 美星町星田   |                       |
| 岡山県道291号黒忠井原線                                                   | 井原市   | 西江原町     |                       |
| 国道313号                                                                 | 井原市   | 井原町       | 東南田交差点 / 終点   |

### 沿線
総社市
- JR西日本伯備線 美袋駅
- 総社市立維新小学校

井原市
- 白糸の滝 - 詩人の西條八十が命名した5段滝。
- 美星天文台 / 美星スペースガードセンター
- 中世夢が原 / 夢が原いくさらんど
- 井原市美星産直プラザ / 星の郷青空市 - トイレ休憩可。
- 井原市立美星小学校
- 井原市立野上小学校
- 滝山自然公園 / 星田池
- 那須与一公憤
- 道祖渓
- 永祥寺
- 興譲館 / 興譲館高等学校
- 井原堤（桜の名所） / 小田川
- 田中苑（櫂の木の紅葉）
- 井原市立平櫛田中美術館
- 井原市立井原中学校

### 峠
- 槇ヶ峠（総社市 - 井原市）